# 生ける屍 (1929年の映画)
『生ける屍』（いけるしかばね、ロシア語: Живой труп）は、1929年製作・公開、フョードル・オツェプ監督によるソビエト連邦・ドイツ合作の長編劇映画である。

## 略歴・概要
1900年前後、ロシア帝国（現在のロシア）のレフ・トルストイが執筆し、死後発表された戯曲『生ける屍』を、ソビエト連邦の映画作家であるフョードル・オツェプが監督し、ソビエト連邦とヴァイマル共和政下のドイツが合作したのが本作である。
映画監督のフセヴォロド・プドフキンが主人公のフェージャを演じたほか、同じく映画監督のボリス・バルネットが端役で出演している。
日本では、阪東妻三郎プロダクションを経営する一立商店が配給した。

## ストーリー
舞台はモスクワ。妻リーザ（マリア・ヤコビニ）の幸福を願う男フェージャ（フセヴォロド・プドフキン）は、ロシア正教会の主教に会う。リーザとの間には子どももあり、幸福であったが、ヴィクトル・カレーニンが妻のかつての恋人であったことを知り、なんとか二人を幸福にしたいと考えるのである。主教は、離婚のための法的条件を3つ、フェージャに伝える。1つ目は、夫婦のどちらかが5年間行方不明の場合。2つ目は、結婚に関して肉体的欠陥が存在する場合。3つ目は姦通の証拠が存在する場合。どれもフェージャには無縁のことであった。
教会から帰るフェージャを待ち構えていたのは、悪党のアルチェミエフ（ドミトリ・ヴェデンスキー）である。アルチェミエフは姦通を偽装することを勧めるが、フェージャはそれを断る。フェージャは、行方不明になることを選び、ジプシー（ロマ）の集落に入り込む。そこで可憐な娘マーシャ（ナタ・ワチナゼ）に愛されるが、フェージャはマーシャの貞操には関わろうとしない。カレーニンがリーザに頼まれてフェージャに会いにくるが、フェージャは家には帰らない。アルチェミエフが再度、フェージャの資産を目当てに接触してくる。
フェージャは友人のペトゥシュコフ（ウラジミール・ウラルスキー）から拳銃を譲り受け、自殺を図るが未遂に終わる。マーシャの勧めで、モスクワ川への投身自殺を偽装することにした。これには成功し、警察に本人確認に現れたリーザは、恐ろしくてただ呆然と書類にサインする。
フェージャは「生ける屍」となる。リーザは、夫の死去後の一定期間を経て、カレーニンと結婚することとなる。ある日、アルチェミエフが酒場でフェージャを発見、カレーニンを恐喝して大金を得ようとするが、撃退され、窮したアルチェミエフは死を偽装したフェージャを警察に逮捕させる。
モスクワ地方裁判所。フェージャは熱弁を揮うが、判決の可能性が、教会で懺悔してリーザと復縁するか、リーザとともにシベリアへの流刑か、2つに1つであることを知る。ついにフェージャは、自らの胸を拳銃で打ち抜く。

## キャスト
- フセヴォロド・プドフキン - フェージャ・プロタソフ
- マリア・ヤコビニ - リーザ・プロタソワ
- フィオラ・ガルデン - リザの妹サーシャ
- ユリア・セルダ - アンナ・パヴロヴナ
- グスタフ・ディースル - ヴィクトール・カレーニン
- ナタ・ワチナゼ - マーシャ
- ドミトリ・ヴェデンスキー - アルチェミエフ
- ウラジミール・ウラルスキー - ペトゥシュコフ
- ヴェーラ・マレツカヤ - 娼婦
- ボリス・バルネット - ターヴァンを巻いた水兵